# Siberia (1998)
Siberia is een Nederlandse film uit 1998 van Robert Jan Westdijk, die gaat over de onveilige kant voor toeristen van Amsterdam. De film ging in première op 27 augustus 1998 en trok een bezoekersaantal van circa 54.000.
Voormalig Baywatch-ster Nicole Eggert speelt een rol als buitenlands toerist.
Tagline: Alles kan in Amsterdam.

## Verhaal
Goof en Hugo zijn twee vrienden met een bijzondere "hobby": zij versieren buitenlandse vrouwelijke backpackers in Amsterdam, om vervolgens met hen het bed te delen en er dan vandoor te gaan met hun rugzakken. Een van de vrienden vindt het dan ook nog eens leuk om de pasfoto's van hun slachtoffers uit de paspoorten te scheuren als aandenken. De foto's gebruiken ze in een wedstrijd, wie er na een tijdje de meeste heeft wint al het geld dat ze van de dames gestolen hebben. 
Nadat de twee vele vrouwen in hun val gelokt hebben, wordt Goof verliefd op een buitenlands meisje en dreigt hun hobby in gevaar te komen.

## Acteurs
| Acteur            | Personage |
| ----------------- | --------- |
| Roeland Fernhout  | Goof      |
| Hugo Metsers III  | Hugo      |
| Vlatka Simac      | Lara      |
| Nicole Eggert     | Kristy    |
| Johnny Lion       | Freddy    |
| Jessica Stockmann | Beate     |